# Ерік Дейн
Ерік Вільям Дейн (англ. Eric Dane, нар. 11 листопада 1972, Сан-Франциско, Каліфорнія, США) — американський актор. Найбільш відомий ролями Джейсона Діна у телесеріалі Усі жінки — відьми, доктора Марка Слоана в серіалі «Анатомія Грей», та Кел Джейкобсон у телесеріалі Ейфорія.

## Біографія
Дейн народився в Сан-Франциско, штат Каліфорнія, в родині Вільяма Мелвіна. Коли Дейну було 7 років, його батько помер від вогнепального поранення. У Дейна є молодший брат. Їх виховувала мати в єврейській вірі, і Дейн мав церемонію бар-міцва. Він відвідував середню школу Sequoia в Редвуд-Сіті, Каліфорнія, з 1987 по 1990 рік, а також середню школу Сан-Матео в Каліфорнія, з 1990 по 1991 рр., де закінчив. Дейн був спортсменом у старшій школі, грав у хлопчачій університетській команді з водного поло, але зробив кар'єру актора після того, як з'явився в шкільній постановці «Всі мої сини» Артура Міллера.

## Особисте життя
Дейн одружився з актрисою Ребеккою Гейхарт 29 жовтня 2004 року. У них є дві дочки. У лютому 2018 року Гейгарт подала на розлучення з Дейном після 14 років шлюбу, посилаючись на «непримиренні розбіжності».
Дейн потрапив у заголовки, коли знімався у відео, де Дейн і його дружина та Карі Енн Пеніше були оголеними та вживали наркотики.
У червні 2011 року Дейн потрапив до каліфорнійського лікувального центру, щоб оговтатися від залежності від рецептурних ліків, яка у нього виникла після спортивної травми.
У квітні 2017 року Останній корабель припинив виробництво до Дня пам'яті, щоб дати Дейну змогу впоратися з депресією, з якою він боровся.
У квітні 2025 року Дейн оголосив про свій діагноз бічний аміотрофічний склероз. Симптоми почалися у нього на початку 2024 року; до червня 2025 року він повністю втратив функцію правої руки.

## Фільмографія
| Рік       |    | Українська назва                            | Оригінальна назва                              | Роль              |
| --------- | -- | ------------------------------------------- | ---------------------------------------------- | ----------------- |
| 1991      | с  | Врятовані дзвінком                          | Saved by the Bell                              | Тед Поги          |
| 1992      | с  | Ренегат                                     | Renegade                                       | Джиммі            |
| 1993      | с  | Прекрасні роки                              | The Wonder Years                               | Брет              |
| 1995      | с  | Одружені... та з дітьми                     | Married... with Children                       | Олівер Коул       |
| 1995      | тф | Мовчи і служи: Історвя Маргарет Каммермейєр | Serving In Silence: The Margarethe Cammermeyer | Метт              |
| 1995      | тф | Спокушений божевіллям                       | Seduced by Madness                             | Нік               |
| 1996      | с  | Шовкові переслідування                      | Silk Stalkings                                 | Джастін Вален     |
| 1996      | с  | Розанна                                     | Roseanne                                       | Белхоп            |
| 1999      | ф  | Кошик                                       | The Basket                                     | Том Емері         |
| 2000      | с  | Зої, Дункан, Джек і Джейн                   | Zoe, Duncan, Jack & Jane                       | Алек              |
| 2001      | с  | Переправа Гідеона                           | Gideon's Crossing                              | Ваєт Купер        |
| 2001      | тф | М'яч і ланцюг                               | Ball & Chain                                   | Джек              |
| 2002      | с  | Американське посольство                     | The American Embassy                           | Роб Гудвін        |
| 2003—2004 | с  | Усі жінки — відьми                          | Charmed                                        | Джейсон Дін       |
| 2003      | ф  | Любов все змінює                            | Sol Goode                                      | драматичний актор |
| 2004      | с  | Лас – Вегас                                 | Las Vegas                                      | Лео Бродер        |
| 2004      | тф | Хелтер Скелтер                              | Helter Skelter                                 | Чарлі Ватсон      |
| 2004      | тф | Знеболююче Джейн                            | Painkiller Jane                                | Нік Пірс          |
| 2005      | ф  | Свято                                       | Feast                                          | Джон Гулагер      |
| 2006      | ф  | Люди Ікс: Остання битва                     | X-Men: The Last Stand                          | Джеймc Мадрокс    |
| 2006      | ф  | Дрейф                                       | Open Water 2: Adrift                           | Ден               |
| 2006      | тф | Весільні війни                              | Wedding War                                    | Бен Гранді        |
| 2006—2021 | с  | Анатомія Грей                               | Grey's anatomy                                 | Марк Слоан        |
| 2008      | ф  | Марлі та я                                  | Marley & Me                                    | Себастиян Тенні   |
| 2009—2010 | с  | Приватна практика                           | Private Practice                               | Марк Слоан        |
| 2010      | ф  | День Святого Валентина                      | Valentine's Day                                | Шон Джексон       |
| 2010      | ф  | Бурлеск                                     | Burlesque                                      | Маркус Гербер     |
| 2014—2018 | с  | Останній корабель                           | The Last Ship                                  | Том Чендлер       |
| 2015      | с  | Фіксатор                                    | The Fixer                                      | Картер            |
| 2017      | ф  | Сіра леді                                   | Grey Lady                                      | Дойл              |
| 2018      | с  | Сім'янин                                    | Family Guy                                     | Себе (голос)      |
| 2019—2022 | с  | Ейфорія                                     | Euphoria                                       | Кэл Джейкобс      |
| 2020      | с  | Без зв'язку                                 | Wireless                                       | Т.С. Крісчнер     |
| 2021      | ф  | Яр                                          | The Ravine                                     | Мітч Бянкі        |
| 2022      | ф  | Спокута кохання                             | Redeeming Love                                 | Дюк               |
| 2022      | ф  | Американська різанина                       | American Carnage                               | Едді              |
| 2023      | ф  | Маленька діксі                              | Little Dixie                                   | Річард Джефс      |
| 2023      | ф  | Американа                                   | Americana                                      | Діллон Макінтош   |
| 2023      | ф  | Небезпечні води                             | Dangerous Waters                               | Дерек Стайпс      |
| 2024      | ф  | Погані хлопці: Все або нічого               | Bad Boys: Ride or Die                          | Джеймс МакГрат    |
| 2024      | ф  | Один швидкий хід                            | One Fast Move                                  | Дін Міллер        |
| 2025      | ф  | Межа                                        | Borderline                                     | Белл              |
|           | ф  | У прекрасне                                 | Into the Beautiful                             | Том               |
| 2025      | с  | Зворотний відлік                            | Countdown                                      | Нейтан Блайт      |